# ویستهم
وستهم یا ویستَهم یا گُستَهم یا بسطام، بیستام، ویستاخم برادرزن هرمز چهارم و دایی خسرو پرویز، همسر کردیه خواهر بهرام چوبین و برادر بندوی بود. در پی قیام بهرام چوبین هرمز چهارم به وسیلهٔ دو برادرزن خود، ویستهم و برادرش به قتل رسید و این دو تن با حمایت از خسرو در مقابل بهرام چوبین او را به پادشاهی رساندند. خسرو پرویز پس از رسیدن به قدرت برای آنکه خود را در پیش افکار عامه از مداخله و همدستی در قتل پدر پاک نماید، بندوی را به مجازات مرگ رساند. ویستهم بعد از مرگ برادرش به دست خسرو پرویز سر به طغیان برداشت و تاج شاهی بر سر نهاد و چندین سال در برابر لشکریان خسرو پرویز پایداری کرد. قیام ویستهم از سال ۵۹۲ میلادی آغاز شد و در سال ۵۹۷ به پایان رسید. عاقبت او به نیرنگ خسرو پرویز و به دست زنش، کردیه خواهر بهرام چوبین، در خواب کشته شد.

## تبارنامه
|       |       |       |       |       |       |  |  |             |             |             |             |             |             |         |         |             |             |             |             |             |             |        |        |        |        |        |        |        |        |        |        |        |        |         |         |         |         |         |         |  |  |  |  |  |  |  |  |  |  |  |  |  |  |
|       |       |       |       |       |       |  |  |             |             |             |             |             |             |         |         |             |             |             |             | باوی        |             |        |        |        |        |        |        |        |        |        |        |        |        |         |         |         |         |         |         |  |  |  |  |  |  |  |  |  |  |  |  |  |  |
|       |       |       |       |       |       |  |  |             |             |             |             |             |             |         |         |             |             |             |             |             |             |        |        |        |        |        |        |        |        |        |        |        |        |         |         |         |         |         |         |  |  |  |  |  |  |  |  |  |  |  |  |  |  |
|       |       |       |       |       |       |  |  |             |             |             |             |             |             |         |         |             |             |             |             | شاپور       |             |        |        |        |        |        |        |        |        |        |        |        |        |         |         |         |         |         |         |  |  |  |  |  |  |  |  |  |  |  |  |  |  |
|       |       |       |       |       |       |  |  |             |             |             |             |             |             |         |         |             |             |             |             |             |             |        |        |        |        |        |        |        |        |        |        |        |        |         |         |         |         |         |         |  |  |  |  |  |  |  |  |  |  |  |  |  |  |
|       |       |       |       |       |       |  |  |             |             |             |             |             |             |         |         |             |             |             |             |             |             |        |        |        |        |        |        |        |        |        |        |        |        |         |         |         |         |         |         |  |  |  |  |  |  |  |  |  |  |  |  |  |  |
|       |       |       |       |       |       |  |  |             |             |             |             | وندوی       | وندوی       | وندوی   | وندوی   | وندوی       | وندوی       |             |             |             |             |        |        |        |        |        |        | ویستهم | ویستهم | ویستهم | ویستهم | ویستهم | ویستهم |         |         |         |         |         |         |  |  |  |  |  |  |  |  |  |  |  |  |  |  |
|       |       |       |       |       |       |  |  |             |             |             |             | وندوی       | وندوی       | وندوی   | وندوی   | وندوی       | وندوی       |             |             |             |             |        |        |        |        |        |        | ویستهم | ویستهم | ویستهم | ویستهم | ویستهم | ویستهم |         |         |         |         |         |         |  |  |  |  |  |  |  |  |  |  |  |  |  |  |
|       |       |       |       |       |       |  |  |             |             |             |             |             |             |         |         |             |             |             |             |             |             |        |        |        |        |        |        |        |        |        |        |        |        |         |         |         |         |         |         |  |  |  |  |  |  |  |  |  |  |  |  |  |  |
|       |       |       |       |       |       |  |  |             |             |             |             |             |             |         |         |             |             |             |             |             |             |        |        |        |        |        |        |        |        |        |        |        |        |         |         |         |         |         |         |  |  |  |  |  |  |  |  |  |  |  |  |  |  |
|       |       |       |       |       |       |  |  |             |             |             |             | فرخ‌هرمز     | فرخ‌هرمز     | فرخ‌هرمز | فرخ‌هرمز | فرخ‌هرمز     | فرخ‌هرمز     |             |             |             |             | تیرویه | تیرویه | تیرویه | تیرویه | تیرویه | تیرویه |        |        |        |        |        |        | ویندویه | ویندویه | ویندویه | ویندویه | ویندویه | ویندویه |  |  |  |  |  |  |  |  |  |  |  |  |  |  |
|       |       |       |       |       |       |  |  |             |             |             |             | فرخ‌هرمز     | فرخ‌هرمز     | فرخ‌هرمز | فرخ‌هرمز | فرخ‌هرمز     | فرخ‌هرمز     |             |             |             |             | تیرویه | تیرویه | تیرویه | تیرویه | تیرویه | تیرویه |        |        |        |        |        |        | ویندویه | ویندویه | ویندویه | ویندویه | ویندویه | ویندویه |  |  |  |  |  |  |  |  |  |  |  |  |  |  |
|       |       |       |       |       |       |  |  |             |             |             |             |             |             |         |         |             |             |             |             |             |             |        |        |        |        |        |        |        |        |        |        |        |        |         |         |         |         |         |         |  |  |  |  |  |  |  |  |  |  |  |  |  |  |
|       |       |       |       |       |       |  |  |             |             |             |             |             |             |         |         |             |             |             |             |             |             |        |        |        |        |        |        |        |        |        |        |        |        |         |         |         |         |         |         |  |  |  |  |  |  |  |  |  |  |  |  |  |  |
|       |       |       |       |       |       |  |  | رستم فرخزاد | رستم فرخزاد | رستم فرخزاد | رستم فرخزاد | رستم فرخزاد | رستم فرخزاد |         |         | فرخزاد هرمز | فرخزاد هرمز | فرخزاد هرمز | فرخزاد هرمز | فرخزاد هرمز | فرخزاد هرمز |        |        |        |        |        |        |        |        |        |        |        |        |         |         |         |         |         |         |  |  |  |  |  |  |  |  |  |  |  |  |  |  |
|       |       |       |       |       |       |  |  | رستم فرخزاد | رستم فرخزاد | رستم فرخزاد | رستم فرخزاد | رستم فرخزاد | رستم فرخزاد |         |         | فرخزاد هرمز | فرخزاد هرمز | فرخزاد هرمز | فرخزاد هرمز | فرخزاد هرمز | فرخزاد هرمز |        |        |        |        |        |        |        |        |        |        |        |        |         |         |         |         |         |         |  |  |  |  |  |  |  |  |  |  |  |  |  |  |
|       |       |       |       |       |       |  |  |             |             |             |             |             |             |         |         |             |             |             |             |             |             |        |        |        |        |        |        |        |        |        |        |        |        |         |         |         |         |         |         |  |  |  |  |  |  |  |  |  |  |  |  |  |  |
|       |       |       |       |       |       |  |  |             |             |             |             |             |             |         |         |             |             |             |             |             |             |        |        |        |        |        |        |        |        |        |        |        |        |         |         |         |         |         |         |  |  |  |  |  |  |  |  |  |  |  |  |  |  |
|       |       |       |       |       |       |  |  |             |             |             |             |             |             |         |         |             |             |             |             |             |             |        |        |        |        |        |        |        |        |        |        |        |        |         |         |         |         |         |         |  |  |  |  |  |  |  |  |  |  |  |  |  |  |
| شهرام | شهرام | شهرام | شهرام | شهرام | شهرام |  |  | بهرام       | بهرام       | بهرام       | بهرام       | بهرام       | بهرام       |         |         | اسفندیاذ    | اسفندیاذ    | اسفندیاذ    | اسفندیاذ    | اسفندیاذ    | اسفندیاذ    |        |        |        |        |        |        | فرخان  | فرخان  | فرخان  | فرخان  | فرخان  | فرخان  |         |         |         |         |         |         |  |  |  |  |  |  |  |  |  |  |  |  |  |  |

## ویستهم و به‌قدرت رسیدن خسرو پرویز
ویستهم از دودمان بزرگ اسپهبدان بود. در پی قیام بهرام چوبین برادر خود بندوی را که در آن هنگام در محبس هرمز چهارم بود بیرون آورد و به اتکای شورشیان شاه را که در آن هنگام هیچ‌کس از نجیب‌زادگان حاضر به حمایت کردنش نبود، از سلطنت خلع کرد، با این حال بهرام چوبین از تهدید تیسفون و عزیمت برای تسخیر پایتخت بازنیستاد. با خلع هرمزد که منجر به توقیف و کور کردن او شد ویستهم و برادرش بندوی با همدستی طرفداران خویش، در سال ۵۹۰ میلادی خواهرزادهٔ خود خسرو پرویز را بر تخت نشاندند.
هرمز چهارم در دنبال اعلام سلطنت پسرش خسرو به وسیله دو برادر زن خود، ویستهم و برادرش به قتل رسید. احتمال این نیز وجود دارد که کشتن هرمز به اذن یا رضای خسرو پرویز بوده‌است چرا که بدون اذن فحوایی او اقدام به کشتن پادشاه برای آن‌ها ممکن نبوده‌است. پس از قتل هرمز نیز خسرو پرویز موفق به منصرف کردن بهرام چوبین به عزیمت به تیسفون نشد و چون سپاه خود را آمادهٔ جنگ بهرام ندید، خود را ناچار از عزیمت روم یافت. خسرو با حمایت بیزانس سپاهی فراهم آورد و بندوی و ویستهم نیز در آذربایجان به کمک یک سردار ارمنی نیز سپاه تازه‌ای برای حمایت از خسرو فراهم آوردند. خسرو پس از پیروزی بر بهرام چوبین در سال ۵۹۱ دوباره به سلطنت بازگشت. خسرو به پاداش این حمایت، بندوی را سر گنجور تمام کشور ساخت و ویستهم را مرزبان تمام نواحی شرق ایران از قومس تا گرگان و پارت کرد.

## قیام ویستهم
اندک زمانی بعد خسرو پرویز برای آنکه خود را در پیش افکار عامه از مداخله و همدستی در قتل پدر پاک نماید به فکر انتقام از کسانی که در سقوط یا قتل پدرش دست داشتند افتاد. در واقع مجازات دایی‌های خود را که با جنایت خونبار خویش راه او را برای نیل به سلطنت هموار کرده بودند و در او به چشم یک دست نشاندهٔ خویش می‌گریستند، را اجتناب ناپذیر یافت و بندوی، سرگنجور را به بهانهٔ آنکه در پرداختی تعلل کرده بود به مجازات مرگ رساند. سپس برای ویستهم پیغام فرستاد که برای انجام کار مهمی به پایتخت بیاید ویستهم چون از قتل برادر اطلاع یافت به دیار دیلم پناه برد و سر به طغیان برداشت. قبل از این ماجرا بهرام چوبین نیز در اثر توطئه‌ای که خسرو ترتیب داده بود در مرو به قتل رسید. پس از مرگ بهرام یاران و سپاهش به سرزمین دیلم مهاجرت کردند، رهبری این گروه را خواهر بهرام گردیه به عهده داشت، مردم دیلم با روی گشاده از سپاهیان بهرام استقبال و به آن‌ها جا و مکان و زمین اعطا نمودند. ویستهم پس از فرار به دیلم برای تثبیت موقعیت خود با گردیه ازدواج نمود و با انجام این کار عدهٔ بسیاری از طرفداران و سپاهیان بهرام را با خود متحد ساخت، آن‌ها او را پادشاه خوانده و تخت طلایی را که بهرام از مداین به ترکستان برده بود و در بازگشت از آنجا با خود به دیلم آورده بودند، به او هدیه کردند و تاج بر سرش نهادند. بزرگان دیلم نیز او را فرمانبردار شدند و بدینسان ویستهم بر ضد خسرو پرویز قیام کرد.

## پادشاهی
ویستهم در زمان تسلط و حکومت خود در قلب سرزمین ساسانیان اقدام به ضرب سکه‌های طلا، نقره و برنز کاملاً به سبک سکه‌های شاهان ساسانی نمود. در روی سکه سیمای ویستهم با موهای بلند و صورت خشن و چشم‌های درشت نقش گردیده به‌طوری‌که شخصیت مردی نیرومند و مبارز را به نظر می‌آورد. در مقابل چهره ویستهم نام او نوشته شده که با عنوان پیروز (پیروچ) همراه است. در پشت سکه آتشدان و دو روحانی و همچنین نام شهر و سال ضرب سکه دیده‌می‌شود. بر پشت سکه‌های موجود از ویستهم به ترتیب سال‌های دوم، سوم، چهارم، پنجم و ششم حکومت او نقش گردیده‌است. سکه‌ها اغلب ضرب ری بوده و تعدادی نیز در نیشابور ضرب شده‌اند.
این سند بیانگر تسلط ویستهم بر قسمت وسیعی از جاده ابریشم یعنی ری، کومش و خراسان در آن زمان می‌باشد. شاه راهی که برای ساسانیان اهمیت حیاتی، اقتصادی و نظامی خاصی را دارا بود و بسیاری از جنگ‌ها و منازعات آن‌ها با دولت روم و اقوام ناحیه مرزهای شرقی ایران بر محور تسلط بیشتر بر این شاه راه دور می‌زد. با تسلط ویستهم بر قسمت مهمی از این جاده درآمد بزرگ خسرو که از تجارت ابریشم و اخذ حقوق گمرکی از بازرگانان و کاروانیان بود از دست او برای مدتی خارج شده بود و از این رهگذر به خسارت مالی عظیمی مجبور بود تن در دهد، درآمدی که به تنهایی برای سازمان دادن و نگاهداری ارتشی بزرگ و نیرومند کافی بود، در مقابل به تدریج بر قدرت نظامی و مالی ویستهم افزوده می‌شد. در این هنگام دو شاهک ترک با سپاه خود در خدمت ویستهم درآمده بودند. نوشتهٔ روی سکه‌ها به ما خبر از مبارزات سهمگین و دست به دست شدن شهرها و مناطق بین دو نیروی متخاصم خسرو و ویستهم را می‌دهد. به عنوان مثال در سرزمین ری و نیشابور در سال سوم حکومت ویستهم سکه‌ای ضرب شده‌است و این در حالی است که در همان سال سکه‌ای از سال سوم پادشاهی خسرو نیز ضرب گردیده‌است.

## جنگ نهایی
ویستهم توانست گیلان، مازندران و همچنین زادگاه بهرام چوبین یعنی سرزمین ری را به زیر سلطهٔ خویش درآورد، جنگ و ستیز بین خسرو و ویستهم نزدیک به شش سال ادامه داشت. به دنبال فتوحات قبلی قلمرو ویستهم تا خراسان بزرگ توسعه یافت و دو شاهک ترک به نام‌های شاوگ و پریوگ تابع او شدند. پایان کار چنین بود که ویستهم سپاه عظیمی که تعداد آن را تا صد هزار نوشته‌اند مرکب از سپاه دیلم و گیلان و سپاهیان بهرام و دو شاهک ترک گردآورد و حملهٔ نهایی را آغاز کرد ابتدا بخش وسیعی از سرزمین ماد را متصرف گردید. در فهرست مناطق تصرف شده، صمیره، ماسبذان و حلوان نوشته شده‌اند ویستهم به مرز سرزمین بین‌النهرین رسیده بود اما برای به دام انداختن خسرو سپاه خود را تا همدان عقب کشید. دو سپاه مدتی مصاف داده و در این بین تلفات سنگینی به طرفین وارد آمد تا اینکه خسرو به نیرنگ و حیله پیروز شد و ویستهم را در بسترش به قتل رسانید.

## قتل ویستهم
در مورد هلاکت ویستهم دو روایت ذکر گردیده‌است یکی اینکه خسرو شاهک‌های ترک را تطمیع کرد و به روایت دیگر اینکه به نیرنگ خسرو پرویز، به دست زنش کردیه خواهر بهرام چوبین در خواب کشته شد. روایت دوم به حقیقت نزدیک تر است زیرا پس از قتل ویستهم، خسرو پرویز با گردیه ازدواج و او را بر بیشتر زنان خویش مقدم گردانید. پس از مرگ ویستهم سپاه او بدون رهبر شد و به صورت دسته‌های پراکنده درآمدند.
به روایت شاهنامه، در راه گستهم (ویستهم) دائی خسرو پرویز نزد گردیه آمد و در مرگ بهرام غمخواری کرد و از رفتن نزد خسرو پرویز بر حذرش داشت و سپس او را به همسری خود درآورد. اما خسرو که از گستهم بیمناک بود به دستیاری گردوی برادر بهرام و نامه‌ای که به توسط زن او، برای گردیه فرستاد، گردیه را به کشتن گستهم فرمان داد و گردیه شبی پنهانی، گستهم را کشت و واقعه را به خسرو پرویز نوشت.
به نظر می‌رسد که ساکنان سرزمین‌های تحت تسلط ویستهم در مقابل خسرو از او جانبداری و حمایت می‌کرده‌اند. برخورد خصمانه خسرو پس از کشتن ویستهم با مردم آن نواحی مؤید این نظریه‌است. پس از قتل ویستهم خسرو پرویز دستور داد که ری را با خاک یکسان کنند، اما با شفاعت موبدان از این قصد منصرف شد و در عوض مرزبانی بر آنجا نهاد که با دریافت مالیات‌های سنگین و عدم تأمین امنیت و رفتار ناپسند باعث پراکندگی مردم و ویرانی شهر شود. قیام ویستهم از سال ۵۹۲ میلادی آغاز شد و در سال ۵۹۷ به پایان رسید.